# Vincenzo Alberto Annese
Vincenzo Alberto Annese, né le 22 septembre 1984 à Bisceglie (Italie), est un entraîneur de football italien.
Annese possède une licence UEFA Pro, qui lui permet d'entraîner au plus haut niveau.

## Biographie
Annese commence sa carrière professionnelle en tant qu'entraîneur en chef dans l'équipe de jeunes Società Sportiva Fidelis Andria 1928 (de 2010 à 2012). Il est promu comme entraîneur de la troisième division italienne lors de la saison 2012-2013 il continue ensuite à Foggia Calcio comme préparateur physique  lors de la saison 2013-2014 de cette même division. Pour continuer sa formation, Annese se rend dans de nombreux pays : Lettonie, Estonie, Arménie, Indonésie, Ghana, Kosovo, Palestine et Belize. Il était l’entraîneur-chef de JFK Saldus et Paide Linnameeskond. Il a également été entraîneur tactique et technique des sélections nationale de l'Arménie chez les jeunes (moins de 14, 15, 16, 17, 19).
En janvier 2017, le club ghanéen de Bechem United Football Club, a nommé Annese comme manager pour la saison 2017-2018. Sous sa direction, Bechem United joue contre le club algérien du Mouloudia Club d'Alger lors de la coupe de la confédération 2017.
Le 25 juillet 2017, il est confirmé qu'Annese a signé un contrat d'un an et devient officiellement le nouvel entraîneur-chef de l'équipe du championnat de Cisjordanie Ahli Al-Khaleel, pour la saison 2017-2018, club où l'un des meilleurs internationaux palestiniens Shadi Shaban Him évolue.
Le 24 mars 2018, Annese est nommé par le PSIS Semarang pour devenir le nouvel entraîneur de la première équipe pour la saison 2018.
En 2019, il devient le sélectionneur de l'équipe nationale du Bélize.